# Charles Klein (Regisseur)
Charles Klein, gebürtig Friedrich Carl Klein (* 29. Januar 1898 in Namedy; † Februar 1981) war ein deutscher Schriftsteller, Drehbuchautor und Regisseur beim deutschen und US-amerikanischen Film.

## Leben
Der Fabrikantensohn hatte das humanistische Gymnasium besucht. Zu Beginn der Weimarer Republik erlernte Klein das filmische Handwerk von der Pike auf und arbeitete in der Folgezeit als Kameramann, Regieassistent, Drehbuchautor und schließlich als Regisseur. Seine filmischen Tätigkeiten führten ihn nach Berlin, New York und Hollywood.
In den USA gab er sein Regiedebüt noch beim Stummfilm, kehrte ab kurz nach Anbruch der Tonfilmära nach Deutschland zurück. Dort fand er Beschäftigung bei großen wie kleinen Produktionsfirmen, immer wieder unterbrochen von Phasen der Beschäftigungslosigkeit. Kleins Inszenierungen sind überwiegend heiterer Natur: er drehte Lustspiele, Schwänke und Komödien. Nach Kriegsausbruch 1939 erhielt Klein keine Inszenierungen mehr angeboten, 1944/45 wurde er eingezogen.
Auch nach dem Krieg arbeitete Klein kaum mehr für den Film. Seine und Felix Lützkendorfs Drehbuch-Namensnennung bei der Neuverfilmung des Militär- und Weltkriegsstoffes Urlaub auf Ehrenwort (1955) verwies lediglich auf die Übernahme beider Drehbuch für die Erstverfilmung von 1937.
Jenseits seiner filmischen Aktivitäten konzentrierte sich Klein auf seine schriftstellerischen Tätigkeiten. Er verfasste Romane und Bühnenstücke (vor allem Schauspiele) wie Der Teufel hat das Geld erfunden und arbeitete überdies als Synchronbuchautor.

## Filmografie (Auswahl)
- 1921: Der Raub der Dollarprinzessin
- 1928: The Tell-Tale-Heart (Kurzfilm, nur Drehbuch und Ko-Produktion)
- 1928: Blindfold
- 1928/29: Sin Sister
- 1929: Plesasure Crazed (Ko-Regie)
- 1932: Die nackte Tatsache (Kurzfilm)
- 1933: Wenn am Sonntagabend die Dorfmusik spielt
- 1933/34: Zigeunerblut
- 1934: Seine beste Erfindung (Kurzfilm, auch Drehbuchmitarbeit)
- 1937: Steckbrief 606 (Kurzfilm, auch Drehbuchmitarbeit)
- 1937: Die Holzauktion (Kurzfilm)
- 1937: Bluff (Kurzfilm, auch Drehbuch)
- 1937: Psst, ich bin Tante Emma (Kurzfilm)
- 1938: Urlaub auf Ehrenwort (nur Drehbuchmitarbeit, auch Wiederverwendung beim Remake 1955)
- 1938: Der Vierte kommt nicht (nur Drehbuchmitarbeit)
- 1939: Liebe auf den ersten Blick (Kurzfilm, auch Drehbuch)
- 1939: Die Frau ohne Vergangenheit (Dialogregie, Drehbuchmitarbeit)
- 1939: Der Schuß (Kurzfilm, Drehbuchmitarbeit)
- 1940: Ihr Privatsekretär
- 1956: Sanssouci heute (Kurzdokumentarfilm)

## Literarische Werke
- 1931: Safari (Schauspiel)
- 1937: Tapfere kleine Frau (Schauspiel)
- 1940: Wettlauf mit dem Tode (Schauspiel)
- 1941: Cleopatra aus Kopenhagen (musikal. Komödie)